# Macaranga raivavaeensis
Macaranga raivavaeensis är en törelväxtart som beskrevs av Harold St.John. Macaranga raivavaeensis ingår i släktet Macaranga och familjen törelväxter. IUCN kategoriserar arten globalt som akut hotad. Inga underarter finns listade i Catalogue of Life.